# Jorge Pantaleón Romero Donoso
Jorge Pantaleón Romero Donoso (2 de novembre de 1929 - 16 de novembre de 2015), més conegut com a «Firulete», va ser un humorista xilè. Habitual en la ràdio i televisió, ha estat considerat com un dels principals exponents de l'humor blanc al seu país.
Va estudiar al Liceu de San Bernardo. Va començar la seva carrera humorística a la ràdio, fent-se popular al programa La bandita de Firulete de Ràdio Portales de Santiago, que explotava el gènere del ràdio-teatre còmic. Després de treballar un temps a Madrid, va tornar a Xile el 1969, fent carrera principalment a la televisió.
Va ser un impulsor de l'humor blanc, estil que va mantenir mentre durant tota la seva carrera. Va crear personatges com «El Pollito», un nen intel·ligent i innocent, que mostrava la visió infantil del món i les converses adultes; «Firulete», un home senzill, pobre, amb una mica de disfunció atencional, que s'afegia a les seves actuacions com a acudit; «Pepe Pato», de nom complet José Patricio Larraín García-Moreno, interpretava a un home de classe alta amb la seva característica manera de parlar.
Va destacar la seva participació televisiva en programes com: Festival de la una, Vamos a ver, Mediomundo, Una vez más i El tiempo es oro, en els quals va realitzar la seva rutina anomenada «Telechácharas», on simulava tenir converses amb personatges del món polític, artístic i esportiu mitjançant frases descontextualizades. El 1979 es va presentar en el XX Festival Internacional de la Cançó de Vinya del Mar, ocasió en la qual se li va lliurar en forma excepcional el guardó «Gavina de Plata», en aquells dies reservat als guanyadors de les competències musicals.
Es va retirar del món de l'espectacle a mitjan dècada de 2000 i va morir el 16 de novembre de 2015 als 86 anys.